# Ди (округ)
Ди (фр. Die) — округ (фр. Arrondissement) во Франции, один из округов в регионе Рона-Альпы. Департамент округа — Дром. Супрефектура — Ди.
Население округа на 2006 год составляло 40 470 человек. Плотность населения составляет 18 чел./км². Площадь округа составляет всего 2287 км².